# Carposinidae

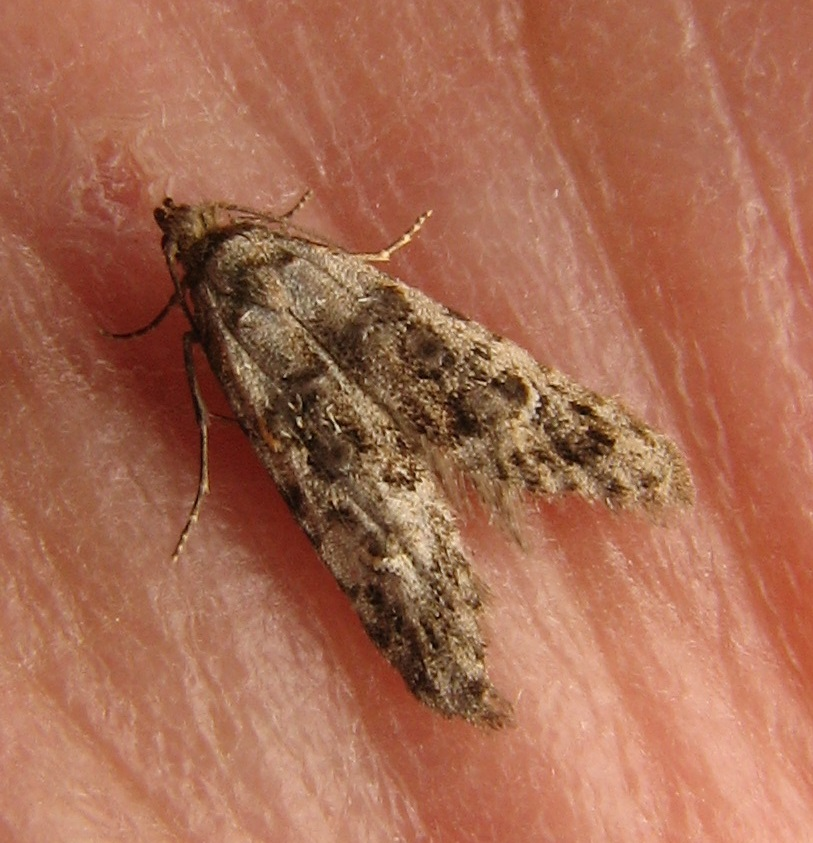
Bondia sp.

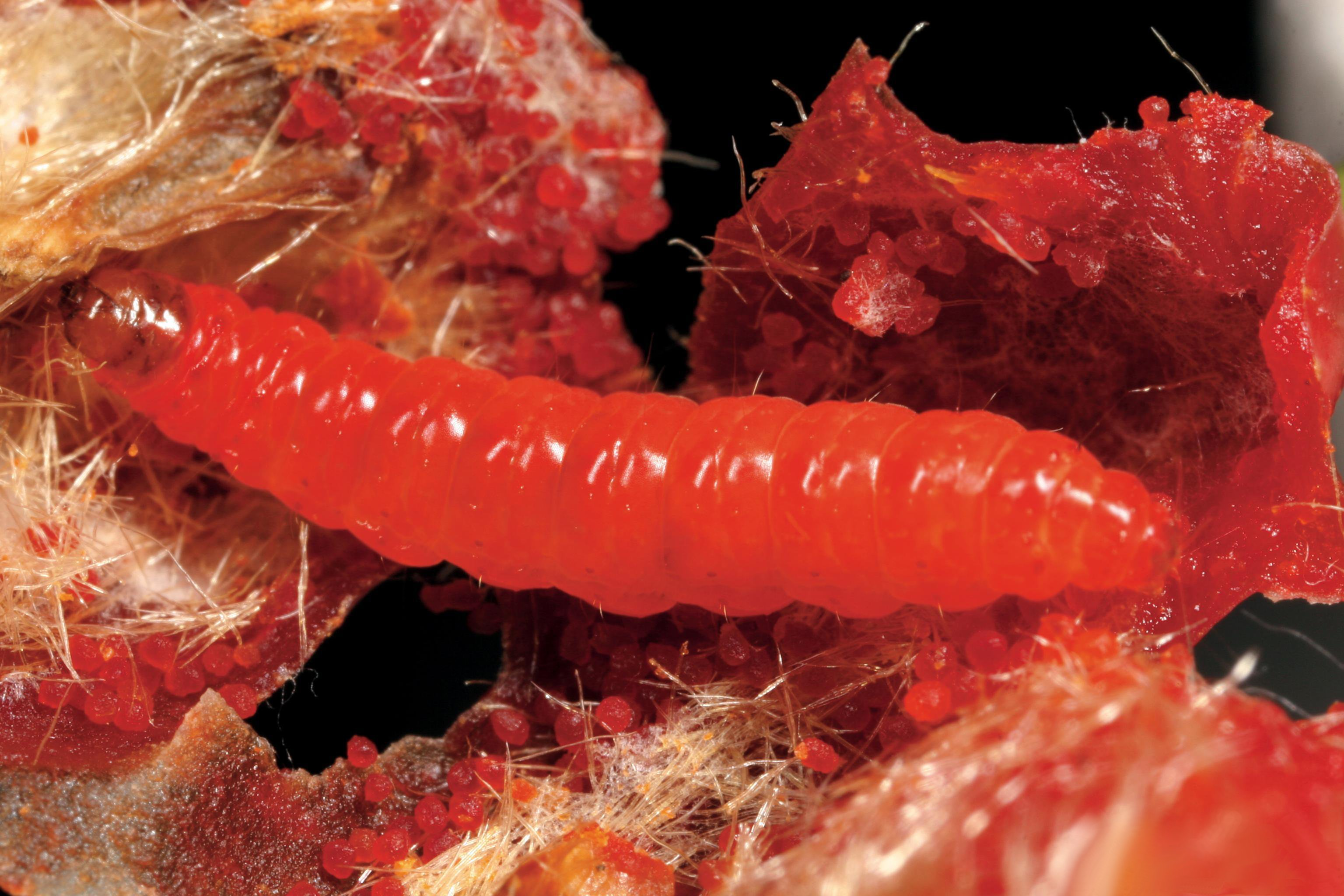
Carposina scirrhosella, larva

Los carposínidsos (Carposinidae) son una  familia de lepidópteros glosados. Estas polillas tienen las alas más estrechas de Copromorphoidae, con alas menos redondeadas. Los machos suelen tener manchas visibles en cualquiera de las superficies (Dugdale et al., 1999).

## Distribución
Carposinidae se encuentran en todo el mundo excepto el NW de la zona paleártica (Dugdale et al., 1999).

## Comportamiento
Los adultos son de color verdoso o grisáceo, con patrones de camuflaje, vuelo nocturno y atraído por las luces. Las orugas viven en las hojas, flores, frutos o brotes, o también en las agallas en el tejido de la planta. Las larvas pueden descender al suelo y hacer un capullo cubierto de detritos (Dugdale et al., 1999).

## Plantas huéspedes
Las orugas se alimentan de gimnospermas de la familia Podocarpaceae, así como de las plantas dicotiledóneas de las  familias Asteraceae, Campanulaceae, Ericaceae, Fagaceae, Myrtaceae, Rosaceae, Proteaceae y Rutaceae (Dugdale et al., 1999). Algunas especies como la "polilla del melocotón" pueden infestar algunas frutas, por eso se consideran plagas.

## Géneros
- Carposina Herrich-Schäffer, 1853
  - =Oistophora Meyrick, 1881
  - =Trepsitypa Meyrick, 1913
  - =Dipremna Davis, 1969
  - =Enopa Walker, 1866
  - =Epipremna Davis, 1969
  - =Heterocrossa Meyrick, 1882
  - =Hypopremna Davis, 1969
  - =Actenoptila Diakonoff, 1954
- Alexotypa Diakonoff, 1989
- Anomoeosis Diakonoff, 1954
- Archostola Diakonoff, 1949
- Atoposea Davis, 1969
- Blipta Diakonoff, 1954
- Bondia Newman, 1856
- Camacostoma Diakonoff, 1954
- Campylarchis Diakonoff, 1968
- Commatarcha Meyrick, 1935
- Coscinoptycha Meyrick, 1881
- Ctenarchis Dugdale, 1995 [nomen nudum de Meyrick]
- Delarchis Meyrick, 1938
- Desiarchis Diakonoff, 1951
- Epicopistis Turner, 1933
- Glaphyrarcha Meyrick, 1938
- Heterogymna Meyrick, 1913
- Hystrichomorpha Diakonoff, 1954
- Meridarchis Zeller, 1867
  - =Autogriphus Walsingham, 1897
  - =Pexinola Hampson, 1900
  - =Propedesis Walsingham, 1900
  - =Tribonica Meyrick, 1905
- Mesodica Diakonoff, 1949
- Metacosmesis Diakonoff, 1949
- Metrogenes Meyrick, 1926
- Nosphidia Diakonoff, 1982
- Paramorpha Meyrick, 1881
- Peragrarchis Diakonoff, 1959
- Peritrichocera Diakonoff, 1961
- Picrorrhyncha Meyrick, 1922
- Scopalostoma Diakonoff, 1957
- Sosineura Meyrick, 1910
- Spartoneura Diakonoff, 1954
- Tesuquea Klots, 1936
- Xyloides Diakonoff, 1954